# Il Rosa Nudo
Il Rosa Nudo (Naked Rose) es una película del 2013 escrita y dirigida por Giovanni Coda. La película ha sido filmada en Quartu Sant'Elena y Siliqua, en Cerdeña, Italia, y ha sido presentada y proyectada en preestreno nacional a la edición 2013 de Torino GLBT Film Festival - Da Sodoma a Hollywood. 
 
La película ha sido seleccionada como un evento especial "por su alto valor artístico, histórico y moral", en la séptima edición del Queer Lion del 70 Festival de Cine de Venecia 2013. 

## Argumento
Il Rosa Nudo (Naked Rose) es una obra de cine experimental inspirada en la vida de Pierre Seel. La película se centra en un episodio de la biografía de Pierre Seel, que marcará toda su existencia. Arrestado por los nazis a la edad de 17 años, y acusado de homosexualidad, fue internado en varios campos de concentración. Deportado al campo de  Schirmeck fue torturado, violado y obligado a observar impotente la muerte atroz de su compañero sentimental. Después de su liberación no habló con nadie sobre su terrible experiencia. Se casó y tuvo tres hijos. 
En 1982, indignado por los ataques violentos contra los gais por el obispo de Estrasburgo, decidió escribir su autobiografía y denunciar así las atrocidades sufridas. 

En la película se recuerda el testimonio de otras víctimas sobre la persecución nazi contra los homosexuales y experimentos pseudocientíficos a la que muchos de ellos fueron sometidos por el médico de la SS Carl Vaernet.

## Premios y selecciones oficiales
- Gold Jury Prize en la categoría largometraje del Seattle Social Justice Film Festival 2013 (Washington, USA).
- Evento especial "por su alto valor artístico, histórico y moral", en la séptima edición del Queer Lion del 70 Festival de Cine de Venecia 2013.
- Selección Oficial del Torino GLBT Film Festival 2013.
- Selección Oficial del Florence Queer Festival 2013.
- Selección Oficial del Festival del Cinema dei Diritti Umani di Napoli  2013.
- Selección Oficial del Macon Film Festival  (Georgia - USA) 2014. Nominada en las categorías Best Narrative Feature, Best Directing, Best Acting, Best Editing.
- Selección Oficial del Athens International Film + Video Festival 2014, Athens, Ohio, USA.
- Film For Peace Award del Gothenburg Indie Film Fest 2014, Gotemburgo, Suecia.
- Selección Oficial del KASHIS Mumbai International Queer Film Festival 2014, Bombay, India.
- Selección Oficial del 28mo Festival Mix, Milano.
- Candidato para la selección oficial en la categoría "Opera Prima" para el Premio David di Donatello de la Academia de Cine Italiano para el año 2013-2014.
- Candidato para la selección oficial para el Premio Ciak d'Oro 2014.
- Best International Film Award del 15mo Melbourne Underground Film Festival (MUFF) 2014, Australia.
- Award of Excellence del Accolade Competition 2014.
- Selección Oficial del Perlen Film Festival Hannover 2014, Alemania.
- Gold Award del Documentary & Short International Movie Award 2014, Yakarta, Indonesia.
- Bronze Plaque Award del Columbus International Film & Video Festival 2014, USA.
- Diamond Award del International Film and Photography Festival (IFPF) 2014, Yakarta, Indonesia.
- Selección Oficial CLIFF - Castlemaine Local and International Film Festival 2014, Australia.
- Selección Oficial Salento LGBT Film Fest 2014, Lecce, Italia.
- Premio Mejor Largometraje de Ficción del Omovies Film Fest 2014, Nápoles, Italia.
- Bronze Palm Award Narrative Feature del Mexico International Film Festival 2015, México.